# Ikozaéderszámok
A számelméletben az ikozaéderszámok olyan poliéderszámok, illetve figurális számok, melyek a sűrűn pakolt gömbökből összeálló ikozaéderekben részt vevő gömbök számát reprezentálják. Az n-edik ikozaéderszám {\displaystyle I_{n}} a következő képlettel állítható elő:
{\displaystyle I_{n}={n(5n^{2}-5n+2) \over 2}.}
Az első néhány ikozaéderszám: 
1, 12, 48, 124, 255, 456, 742, 1128, 1629, 2260, 3036, 3972, 5083, … (A006564 sorozat az OEIS-ben)

## Tulajdonságai, alkalmazásai
Az ikozaéderszámok paritása a következő minta szerint váltakozik: páratlan-páros-páros-páros.
Az ikozaéderszámok generátorfüggvénye:
{\displaystyle {\frac {z(6z^{2}+8z+1)}{(z-1)^{4}}}.}
Sir Frederick Pollock  1850-es sejtése szerint bármely szám felírható legfeljebb 13 ikozaéderszám összegeként.